# Linaria ricardoi
Linaria ricardoi es una especie de planta portuguesa muy rara, endémica de la región de Beja  (Baixo Alentejo); y florece de marzo a mayo. 
Hay pocas poblaciones conocidas de Linaria ricardoi, distribuidas en metapoblaciones, y en riesgo de extinción por el cambio de uso de las tierras.